# Relative Record Data Set
Relative Record Data Set (RRDS) es un tipo de organización de datos usado en VSAM, un sistema de ficheros de IBM. Se accede a los registros mediante su posición ordinal en el fichero. Por ejemplo, el registro deseado puede ser el 42.º en un fichero de 999 registros.
El concepto detrás de RRDS es similar al de un método de acceso secuencial, aunque puede acceder a los datos de manera aleatoria y dinámica.

## Estructura
La estructura física de un RRDS consiste en todos los registros ordenados de forma secuencial. Su estructura lógica es exactamente la misma que la física. Un registro está posicionado después del anterior, como una persona está posicionada después de la anterior en una fila. 